# Livermore (Kentucky)
Livermore é uma cidade localizada no estado americano de Kentucky, no Condado de McLean.

## Demografia
Segundo o censo americano de 2000, a sua população era de 1482 habitantes.
Em 2006, foi estimada uma população de 1453, um decréscimo de 29 (-2.0%).

## Geografia
De acordo com o United States Census Bureau tem uma área de
2,7 km², dos quais 2,7 km² cobertos por terra e 0,0 km² cobertos por água. Livermore localiza-se a aproximadamente 119 m acima do nível do mar.

## Localidades na vizinhança
O diagrama seguinte representa as localidades num raio de 16 km ao redor de Livermore.